# 范文敌
范文敵（？—420年），5世紀初期林邑国国王（在位：? - 420年）。范敵真退位，禅位于外甥。国相藏驎固谏，不从。外甥继立而杀藏驎，藏驎之子又攻杀外甥，立范敵真弟范敌铠同母异父弟范文敌。不久后，范文敵又被扶南王子范当根純殺害。

## 传記資料
- 《南史·卷七十八 列傳第六十八 夷貊上》：須達死，子敵真立，其弟敵鎧攜母出奔。敵真追恨不能容其母弟，舍國而之天竺，禪位於其甥。國相藏驎固諫不從。其甥立而殺藏驎，藏驎子又攻殺之，而立敵鎧同母異父弟曰文敵。文敵復為扶南王子當根純所殺，大臣范諸農平其亂，自立為王。

## 外部連結
| 前任： 范敌真 | 占城第二王朝第7代王 ? - 420年 | 繼任： 范阳迈一世 |